# Chamaita semifasciata
Chamaita semifasciata är en fjärilsart som beskrevs av Rothschild 1916. Chamaita semifasciata ingår i släktet Chamaita och familjen björnspinnare. Inga underarter finns listade i Catalogue of Life.